# Ежедневная прокладка

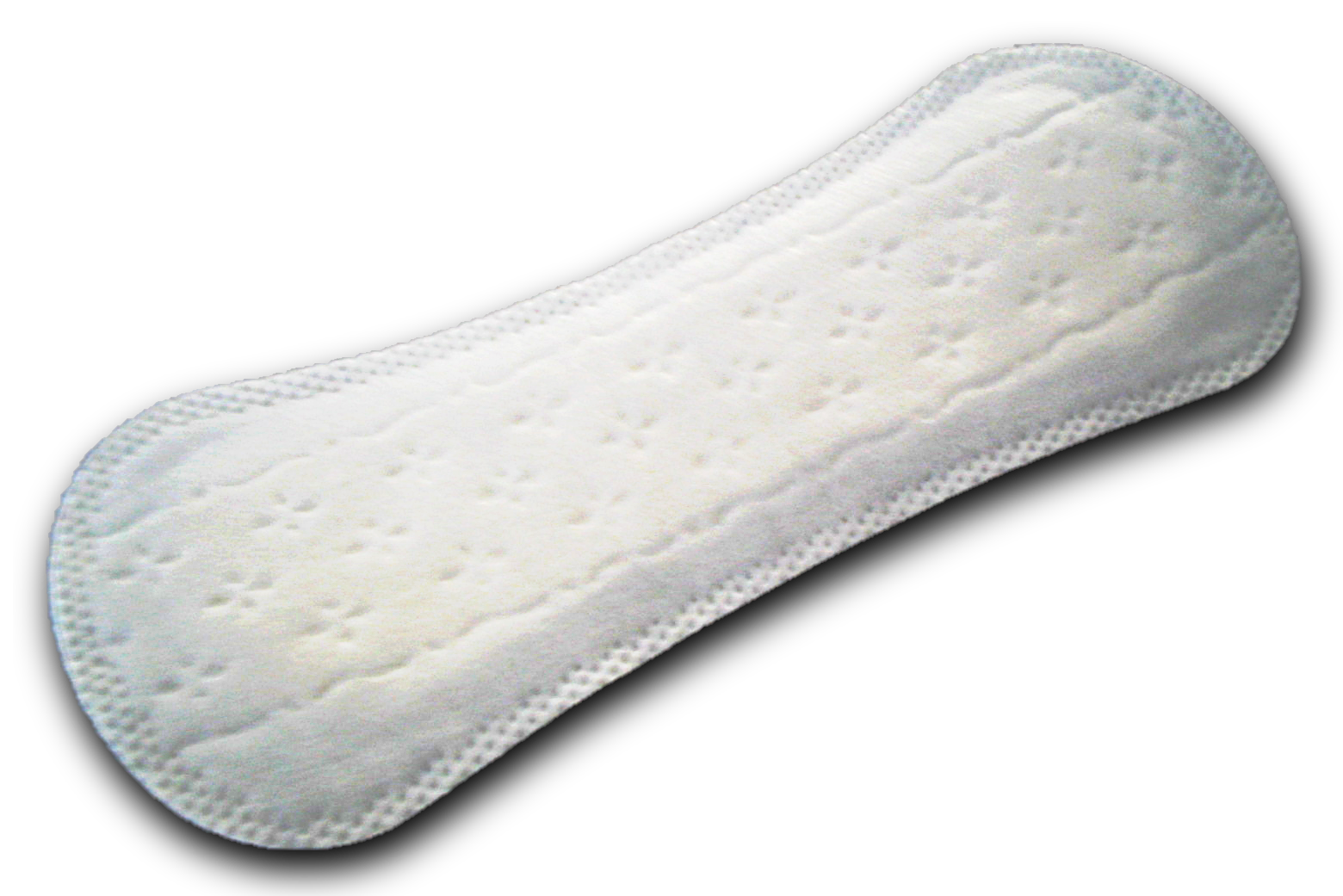
Ежедневная прокладка

Ежедневные гигиенические прокладки — предмет женской интимной личной гигиены, который крепится изнутри к трусам. Основное предназначение ежедневных прокладок — впитывание влагалищных выделений (бели). Также могут применяться во время менструации: при незначительном количестве выделений и в качестве дополнительного средства защиты белья при ношении тампона или менструальной чаши. Иногда используются после полового акта или при недержании мочи.

## Виды прокладок
Ежедневные прокладки могут иметь разную форму (например, более узкие прокладки для стрингов). В то же время, некоторые производители предлагают универсальные прокладки, подходящие для белья разных типов (например, Carefree FlexiForm).
По составу все ежедневные прокладки похожи на гигиенические прокладки, однако более тонкие и узкие (так как им не нужно впитывать много жидкости). Бывают также ароматизированные прокладки, маскирующие неприятный запах выделений.
Выбирая ежедневные прокладки лучше остановить свой выбор на так называемых «дышащих» прокладках, которые выпускают влагу во внешнюю среду, не создавая питательную среду для бактерий.

## Применение
Гинекологи рекомендуют начинать пользоваться прокладками тогда, когда у девушек появляются бели.
Общая рекомендация гинекологов — пользоваться ежедневными прокладками по необходимости.
Среди гинекологов существуют разные мнения о том, стоит ли пользоваться таким прокладками каждый день, однако большинство из них сходятся во мнении, что применение прокладок оправдано в те дни, когда происходит овуляция и выделения становятся более обильными.
Ежедневные прокладки необходимо менять каждые 4 часа, чтобы не развивалась патогенная микрофлора.
Во время беременности рекомендуется пользоваться ежедневными прокладками, не содержащими отдушек и красителей, и менять их раз в 2—3 часа.

## Влияние ежедневных прокладок на микрофлору
Среди некоторых гинекологов бытует мнение, что ежедневные прокладки использовать нежелательно, так как они создают влажную теплую среду, в которой размножаются бактерии (тем самым повышается риск воспалительных заболеваний влагалища). Исследования показывают, что такая проблема действительно существует при использовании обычных прокладок. При использовании «дышащих» прокладок не наблюдалось изменения состава микрофлоры.